# Hemicentrus attenuatus
Hemicentrus attenuatus är en insektsart som beskrevs av William D. Funkhouser. Hemicentrus attenuatus ingår i släktet Hemicentrus och familjen hornstritar. Inga underarter finns listade i Catalogue of Life.